# Brandón Arana
Brandón Ismael Arana Díaz (ur. 24 września 1996 w Managui) – nikaraguański piłkarz występujący na pozycji skrzydłowego, cofniętego napastnika lub ofensywnego pomocnika, reprezentant Nikaragui, od 2016 roku zawodnik UNAN Managua.